# بيلينات

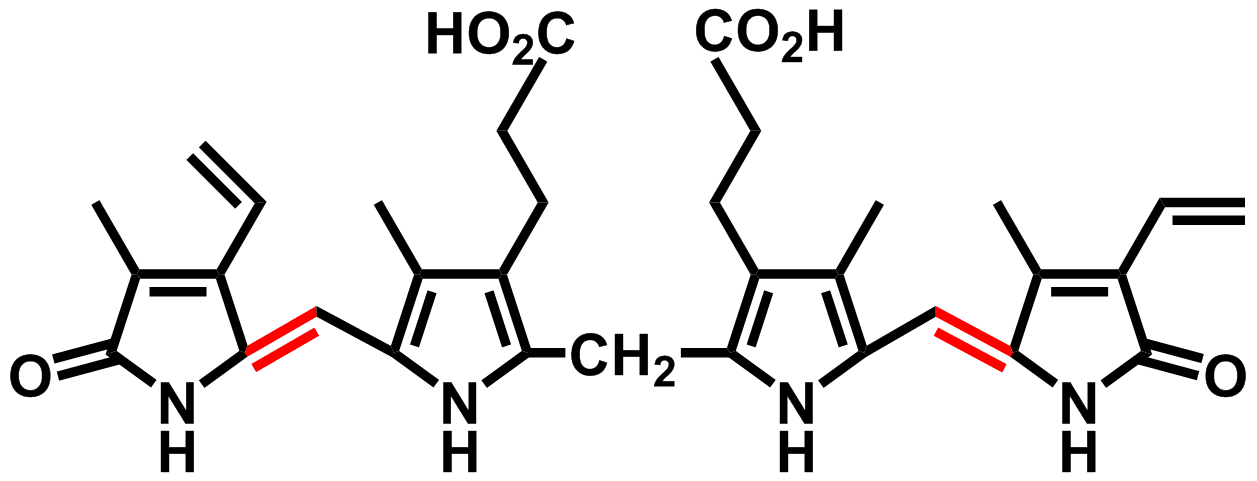
بيليروبين مركب أصفر اللون من مركبات البيلينات، وهو ناتج تكسير الهيم.

البيلينات (ملاحظة 1) وهي خضب حيوية (أصبغة طبيعية) توجد في عدد من الكائنات الحية، وهي نواتج استقلاب (أيض) أنواع محددة من البورفيرينات. من ناحية كيميائية فإن البيلينات هي ترتيب خطي مكون من أربع حلقات البيرول، فهي بذلك من رباعيات البيرول؛ وتتراوح ألوان مركبات البيلينات بين الأحمر والبرتقالي والأصفر والبني إلى الأزرق والأخضر.
تشتق تسمية البيلينات من كلمة bilis اللاتينية، التي تعني الصفراء، لكن هذه المركبات لا توجد فقط في الثدييات، إنما توجد أيضاً في الفقاريات الدنيا وفي اللافقاريات؛ وكذلك في الطحالب الحمراء والبكتيريا الزرقاء. يوجد أيضاً نوع من البيلينات يسمى ميكروماتابيلين وهو المسؤول عن اللون الأخضر في الميكروماتة المخضوضرة.
من الأمثلة أيضاً على البيلينات مركب فيكوسيانوبيلين، وهو حامل اللون في الصباغ الضوئي فيكوسيانين في الطحالب والنباتات.